# Dicranomyia particeps
Dicranomyia particeps är en tvåvingeart som beskrevs av Doane 1908. Dicranomyia particeps ingår i släktet Dicranomyia och familjen småharkrankar. Inga underarter finns listade i Catalogue of Life.